# Desa Babakanmulya (administrativ by i Indonesien, lat -6,92, long 108,45)
Desa Babakanmulya är en administrativ by i Indonesien.   Den ligger i provinsen Jawa Barat, i den västra delen av landet, 190 km öster om huvudstaden Jakarta.